# Brücke von Bonny-sur-Loire
Die Brücke von Bonny-sur-Loire verbindet den Ort Bonny-sur-Loire mit dem Ort Beaulieu-sur-Loire auf der anderen Seite der Loire und des Canal latéral à la Loire im Département Loiret in Frankreich. Die Route nationale 65a führt über die Brücke.
Die nächsten Brücken flussaufwärts sind die 5 km entfernte moderne Brücke zum Kernkraftwerk Belleville bzw. die 18 km entfernte ältere Hängebrücke in Cosne-Cours-sur-Loire und flussabwärts die Brücke von Châtillon-sur-Loire in 8 km Entfernung.

## Beschreibung
Die von der Entreprise Arnodin 1899 bis 1902 im Stil der Hängebrücken von Marc Seguin erbaute Straßenbrücke hat zwei Fahrspuren und einen Gehweg an beiden Seiten. Sie ist von Ankerblock zu Ankerblock gemessen 440 m lang und hat einen Pfeilerachsabstand zwischen den äußeren Pylonen von 360 m, der in drei Spannfelder von je 120 m aufgeteilt ist. Die Brücke hat daher vier Pylonpaare hintereinander.
Die aus Stahlbeton bestehenden Pylone sind durch einen Querbalken gegeneinander versteift. Die Tragkabel bestehen aus sechs gebündelten Drahtseilen, die Hänger aus senkrechten Stahlstäben. Die äußeren Pylone sind an den Ufern mit je acht Seilen in Ankerblöcken rückverankert. Die Spitzen der Pylone sind durch je zwei sogenannte Ausgleichsseile (câble d’équilibre) verbunden.
Der Fahrbahnträger besteht aus stählernen Trogkästen, deren Unterseiten durch längs- und Querstreben versteift sind. Die Fahrbahn samt Gehweg verläuft innerhalb des Troges, seine seitlichen Wangen dienen gleichzeitig als Brückengeländer.